# 趙岑
趙岑，《三國演義》的虛構人物，為董卓的麾下部將。初平元年（190年）關東十八路軍討伐董卓時，隨華雄救援汜水關（正史為虎牢關），與華雄同守汜水關，後帶兵馬與孫堅軍交戰，和孫堅部將程普交戰，不過數回合，就被程普一矛給刺中咽喉，死在馬下。毛本是在董卓遷都長安後，獻虎牢關向孫堅軍投降。
補充修正：在汜水關任華雄副將，被程普刺死為胡軫（參考演藝第五回：華雄副將胡軫引兵五千出關迎戰。程普飛馬挺矛，直取胡軫。鬥不數合，程普刺中胡軫咽喉，死於馬下）